# Katastrofa lotnicza w Kinszasie (2007)
Katastrofa lotnicza w Kinszasie w 2007 – 4 października 2007 roku, w stolicy Demokratycznej Republiki Konga - Kinszasie rozbił się samolot transportowy Antonow An-26 linii Africa One. W katastrofie zginęło 51 osób - 21 pasażerów samolotu oraz 30 osób na ziemi. Podejrzewa się, że ofiar mogło być znacznie więcej.
Maszyna odbywała lot z Kinszasy do położonej na południu kraju Tshikapy. Na pokładzie znajdowało się 20 osób (wszyscy byli obywatelami Rosji). Maszyna wystartowała z Portu lotniczego Kinszasa ok. 10:40. Trzy minuty później spadła na pobliski bazar. Doszło do eksplozji, a płomienie przeniosły się też na pobliskie budynki. Przyczyną katastrofy była awaria silnika.
Linie Africa One są na czarnej liście Unii Europejskiej, głównie ze względu na wiek i stan techniczny swoich maszyn. Antonow, który się rozbił, miał 30 lat.
Do bliźniaczo podobnej katastrofy doszło 8 stycznia 1996 też w Kinszasie. Wtedy to samolot Antonow An-32 linii African Air spadł na bazar pełen ludzi. Zginęło wtedy 297 osób (według niektórych doniesień nawet 370), głównie klientów bazaru.